# Argiope
Argiope é um género de aranhas araneomorfas da família Araneidae que inclui aranhas grandes que apresentam um elevado dimorfismo sexual, sendo as fêmeas (aproximadamente 2,5 cm) cerca de 3 vezes maiores que os machos (aproximadamente 8 mm). As espécies deste género têm o abdómen conspicuamente colorido e estão distribuídas por todo o mundo; em países com climas temperados têm uma ou mais espécies com aparência similar.

## Lista de espécies
De acordo com o The World Spider Catalog 12.5 são reconhecidas como válidas as seguintes espécies:
- Argiope acuminata Franganillo, 1920
- Argiope aemula (Walckenaer, 1842)
- Argiope aetherea (Walckenaer, 1842)
- Argiope aetheroides Yin, Wang, Zhang,  Peng & Chen, 1989
- Argiope ahngeri Spassky, 1932
- Argiope amoena L. Koch, 1878
- Argiope anasuja Thorell, 1887
- Argiope anomalopalpis Bjørn, 1997
- Argiope appensa (Walckenaer, 1842)
- Argiope argentata (Fabricius, 1775)
- Argiope aurantia Lucas, 1833
- Argiope aurocincta Pocock, 1898
- Argiope australis (Walckenaer, 1805)
- Argiope blanda O. Pickard-Cambridge, 1898
- Argiope boesenbergi Levi, 1983
- Argiope bougainvilla (Walckenaer, 1847)
- Argiope bruennichi (Scopoli, 1772)
- Argiope brunnescantia Strand, 1911
- Argiope buehleri Schenkel, 1944
- Argiope bullocki Rainbow, 1908
- Argiope caesarea Thorell, 1897
- Argiope caledonia Levi, 1983
- Argiope cameloides Zhu & Song, 1994
- Argiope catenulata (Doleschall, 1859)
- Argiope chloreis Thorell, 1877
- Argiope comorica Bjørn, 1997
- Argiope coquereli (Vinson, 1863)
- Argiope dang Jäger & Praxaysombath, 2009
- Argiope dietrichae Levi, 1983
- Argiope doboensis Strand, 1911
- Argiope ericae Levi, 2004
- Argiope flavipalpis (Lucas, 1858)
- Argiope florida Chamberlin & Ivie, 1944
- Argiope halmaherensis Strand, 1907
- Argiope intricata Simon, 1877
- Argiope jinghongensis Yin, Peng & Wang, 1994
- Argiope katherina Levi, 1983
- Argiope keyserlingi Karsch, 1878
- Argiope kochi Levi, 1983
- Argiope legionis Motta & Levi, 2009
- Argiope levii Bjørn, 1997
- Argiope lobata (Pallas, 1772)
- Argiope luzona (Walckenaer, 1842)
- Argiope macrochoera Thorell, 1891
- Argiope madang Levi, 1984
- Argiope magnifica L. Koch, 1871
- Argiope maja Bösenberg & Strand, 1906
- Argiope mangal Koh, 1991
- Argiope manila Levi, 1983
- Argiope mascordi Levi, 1983
- Argiope minuta Karsch, 1879
- Argiope modesta Thorell, 1881
- Argiope niasensis Strand, 1907
- Argiope ocula Fox, 1938
- Argiope ocyaloides L. Koch, 1871
- Argiope pentagona L. Koch, 1871
- Argiope perforata Schenkel, 1963
- Argiope picta L. Koch, 1871
- Argiope ponape Levi, 1983
- Argiope possoica Merian, 1911
- Argiope probata Rainbow, 1916
- Argiope protensa L. Koch, 1872
- Argiope pulchella Thorell, 1881
- Argiope pulchelloides Yin, Wang, Zhang,  Peng & Chen, 1989
- Argiope radon Levi, 1983
- Argiope ranomafanensis Bjørn, 1997
- Argiope reinwardti (Doleschall, 1859)
- Argiope sapoa Barrion & Litsinger, 1995
- Argiope savignyi Levi, 1968
- Argiope sector (Forsskål, 1776)
- Argiope takum Chrysanthus, 1971
- Argiope tapinolobata Bjørn, 1997
- Argiope taprobanica Thorell, 1887
- Argiope thai Levi, 1983
- Argiope trifasciata (Forsskål, 1775)
- Argiope truk Levi, 1983
- Argiope versicolor (Doleschall, 1859)
- Argiope vietnamensis Ono, 2010
- †Argiope furva (Hong, 1985)

## Galeria

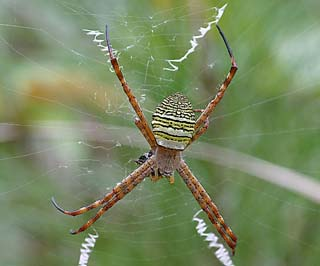
Argiope aemula
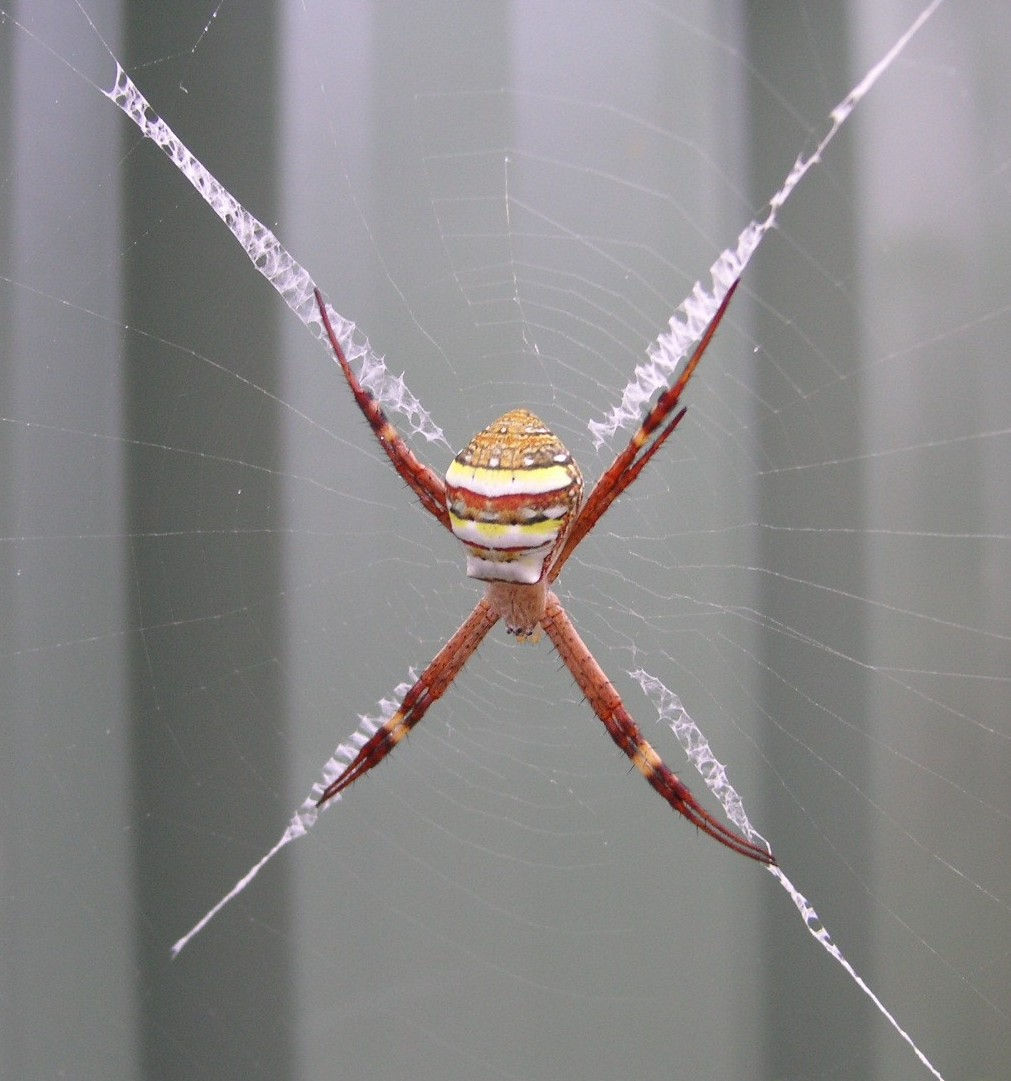
Argiope aetherea
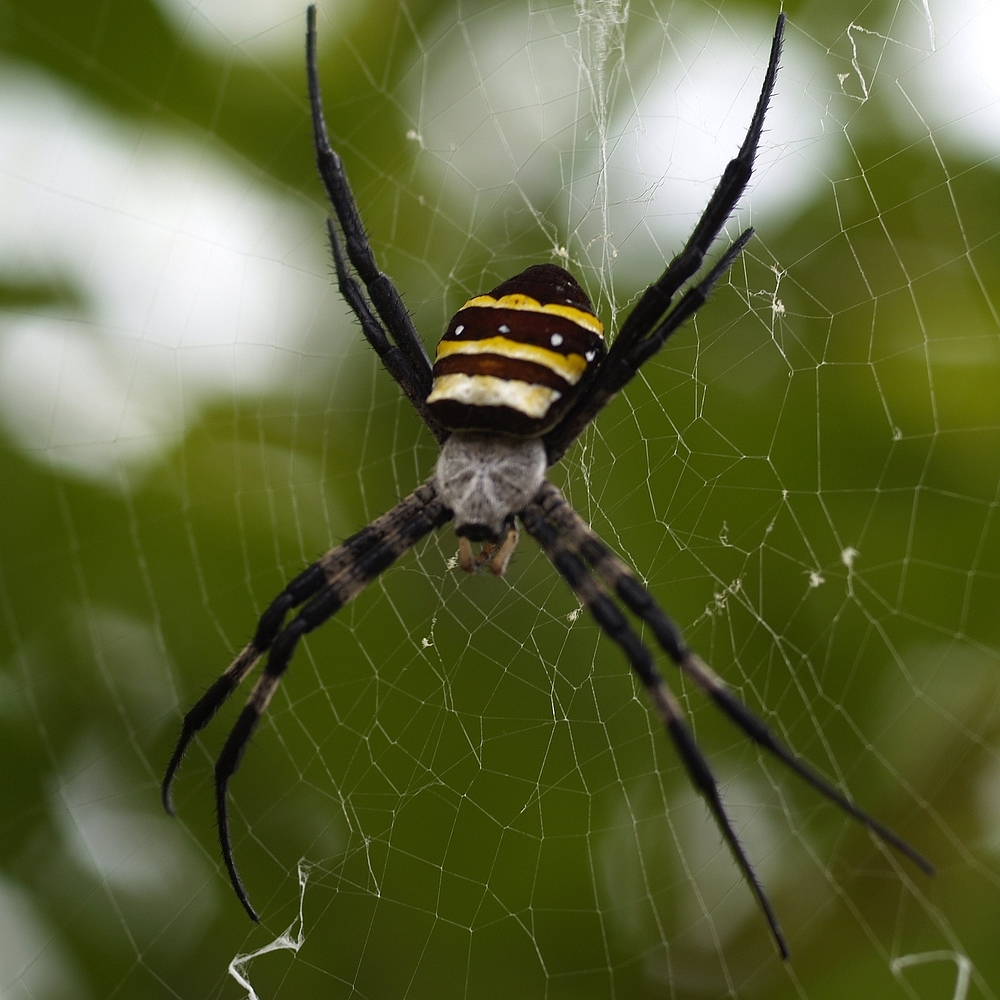
Argiope amoena
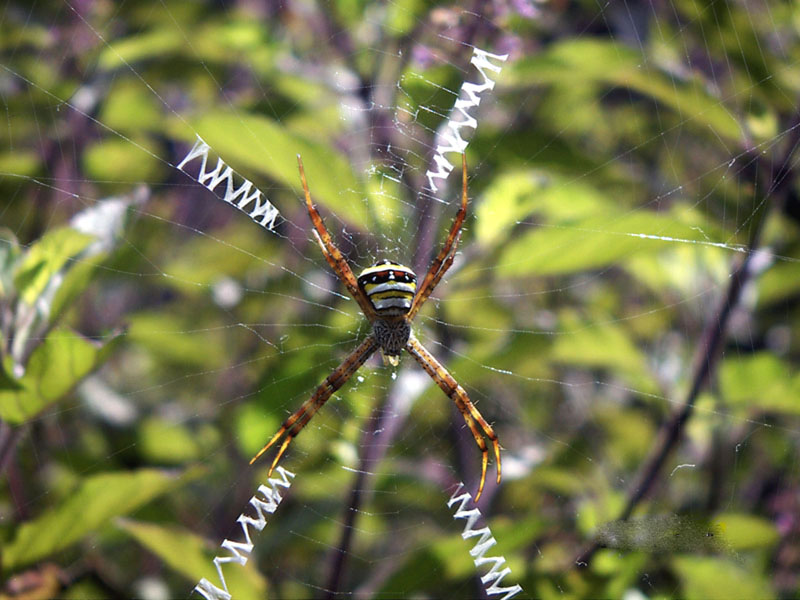
Argiope anasuja
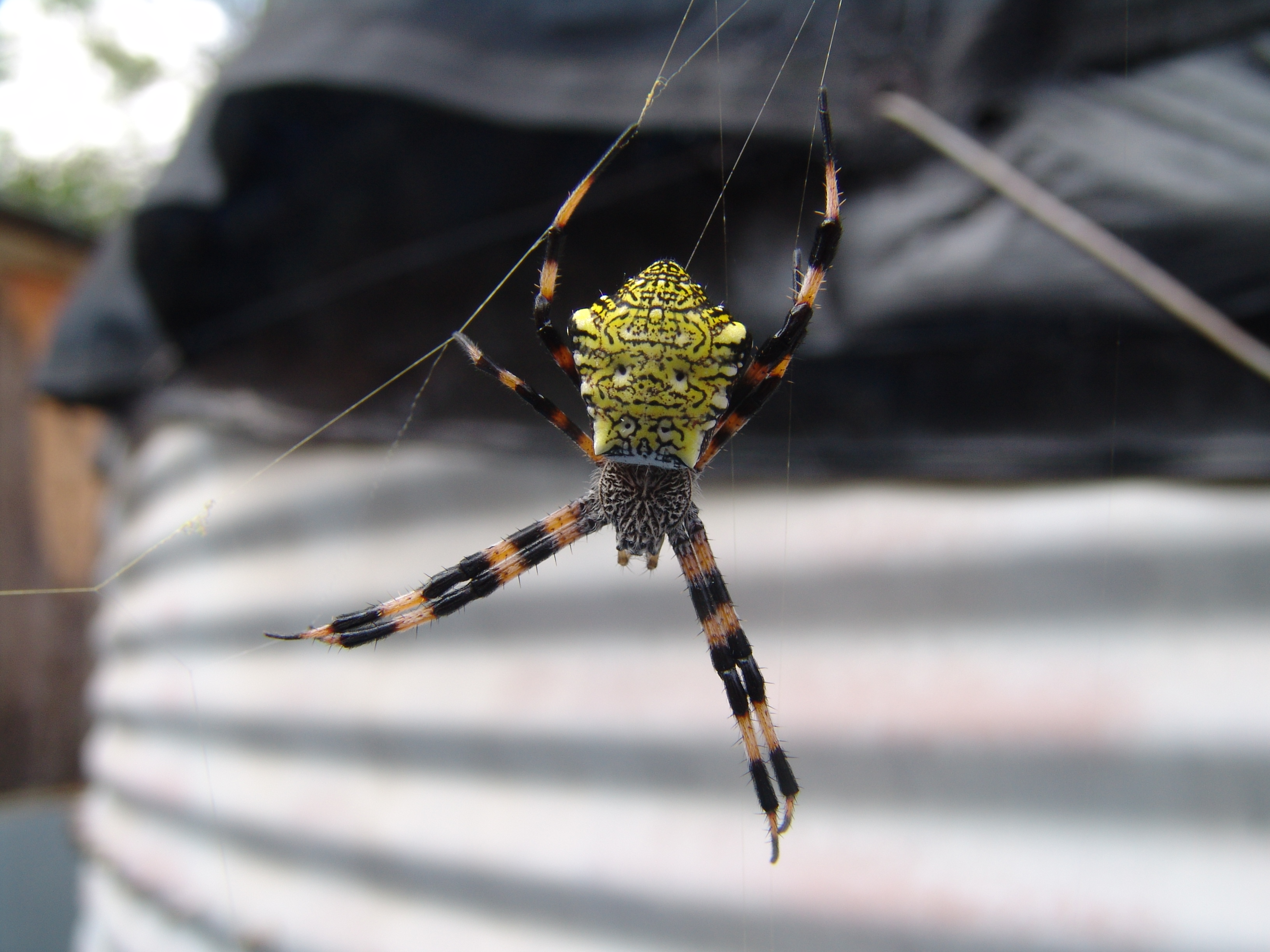
Argiope appensa
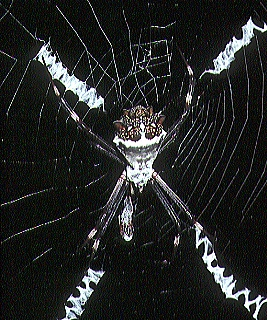
Argiope argentata
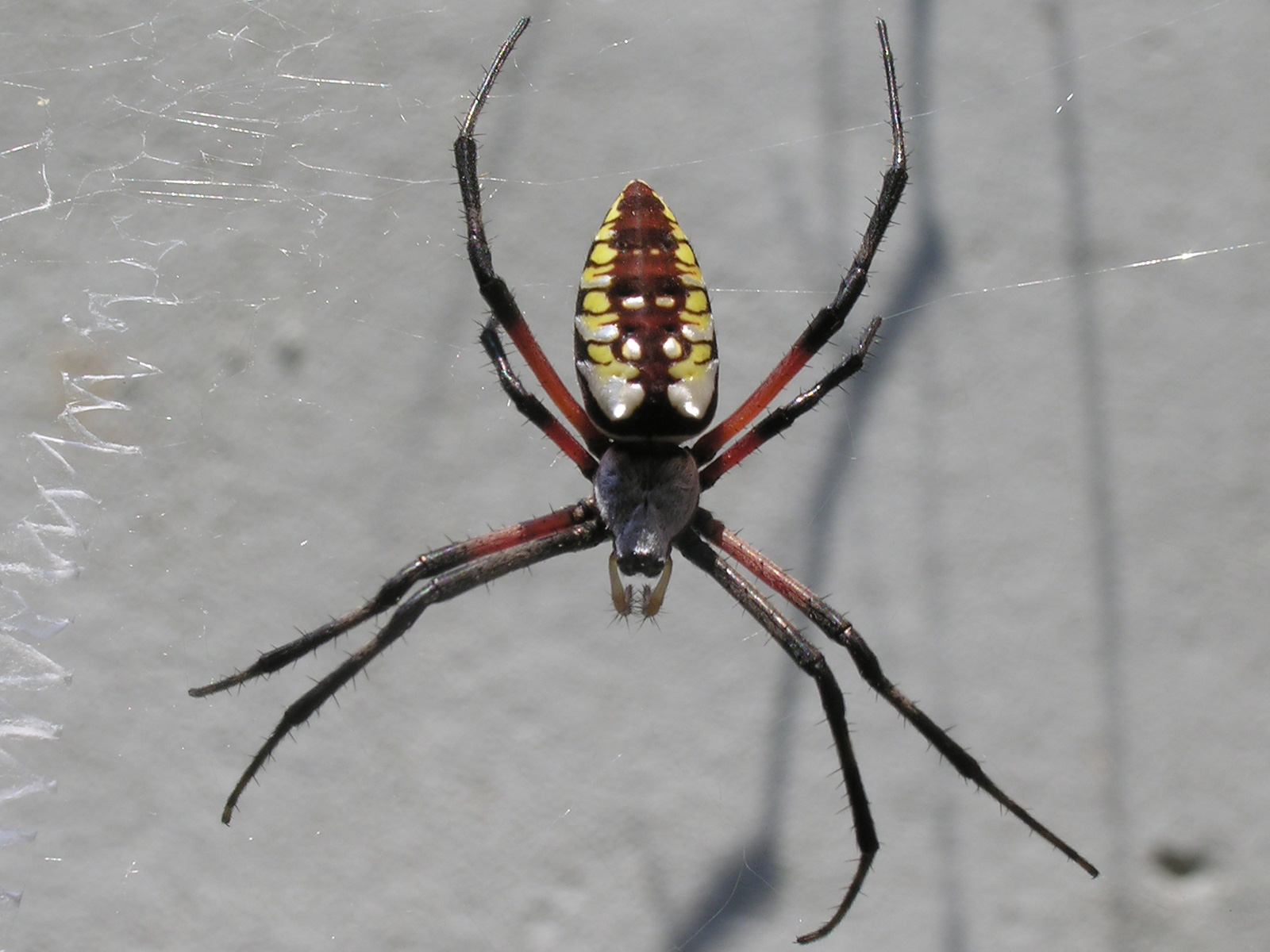
Argiope aurantia
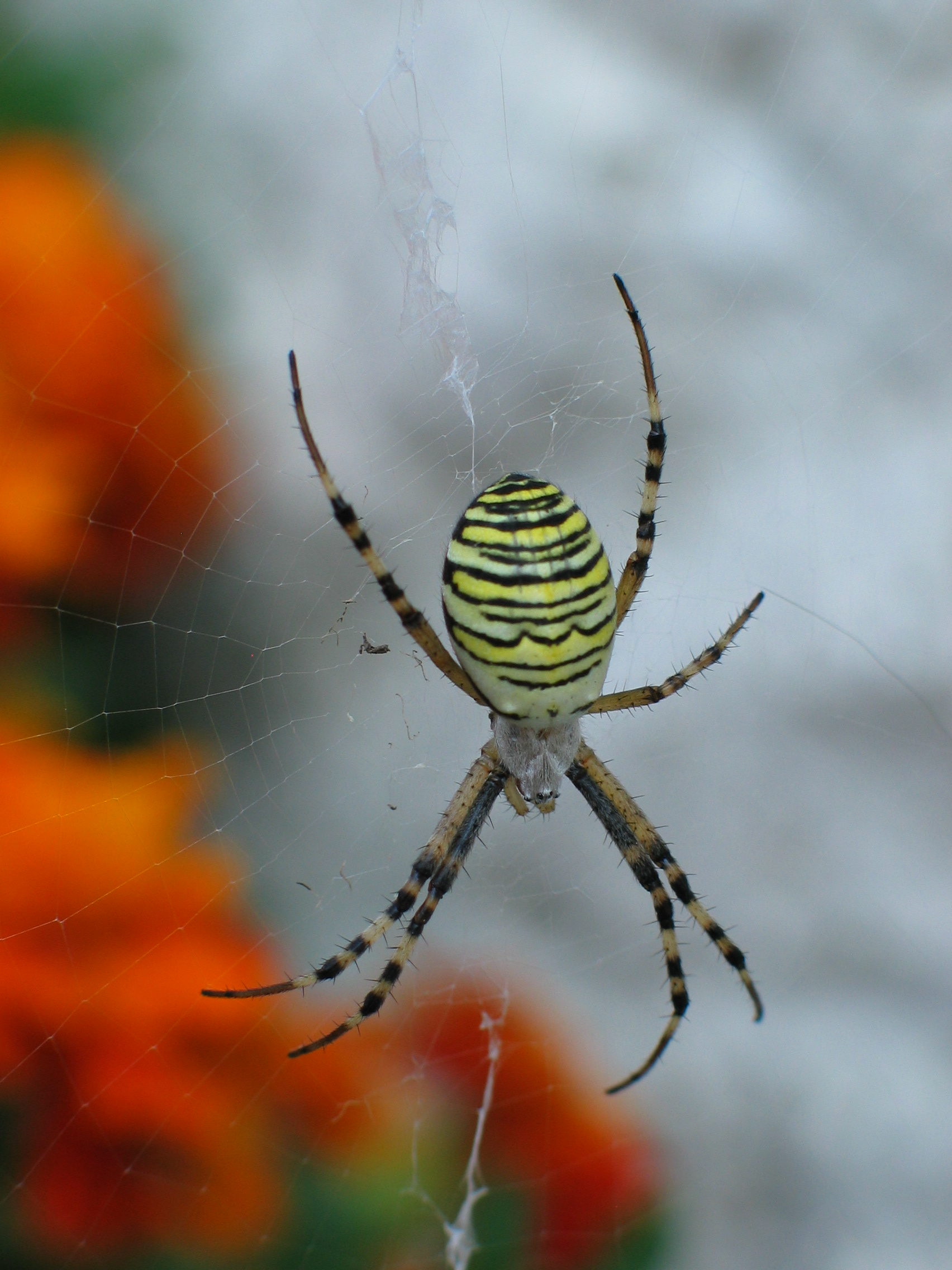
Argiope bruennichi
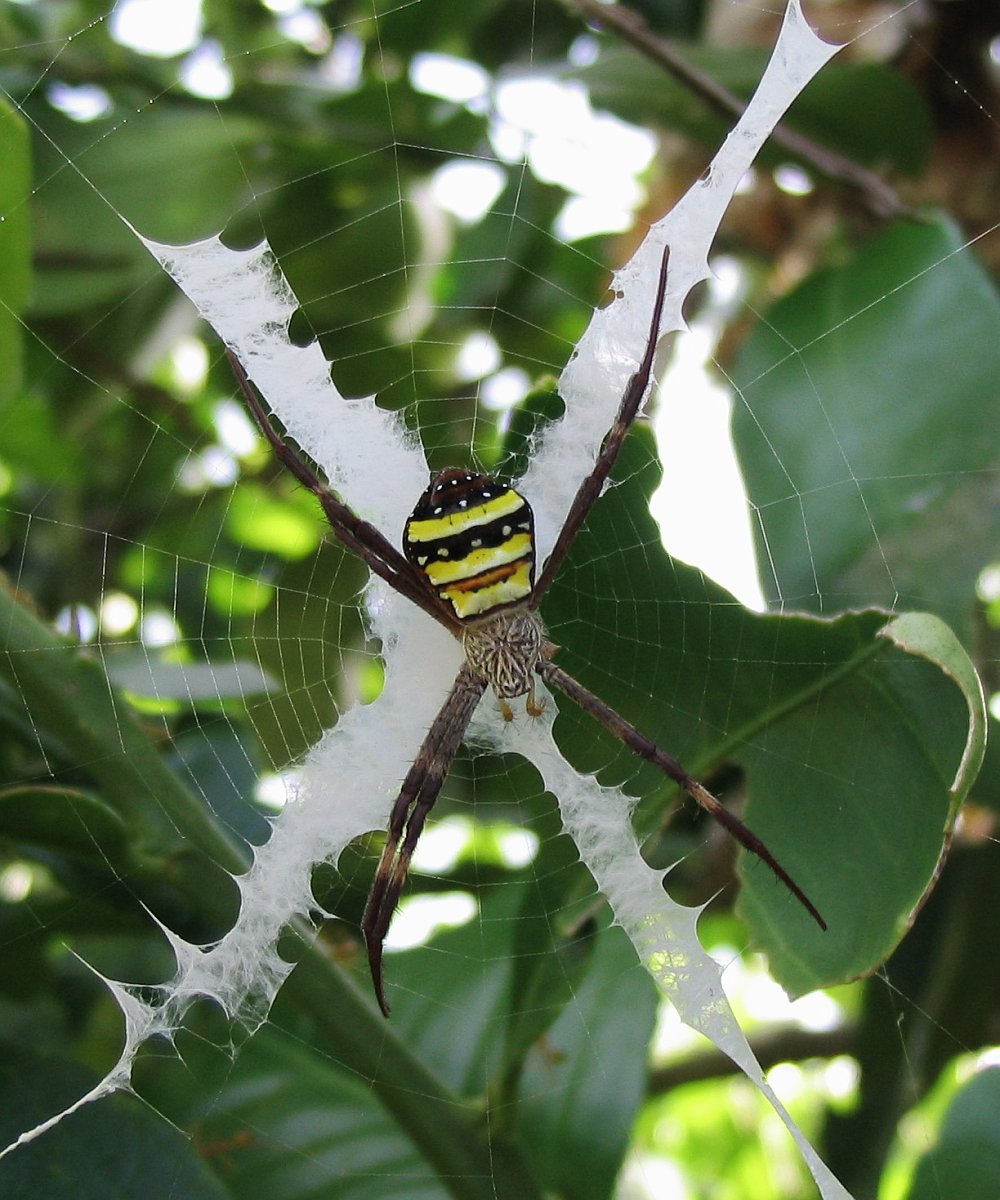
Argiope keyserlingi
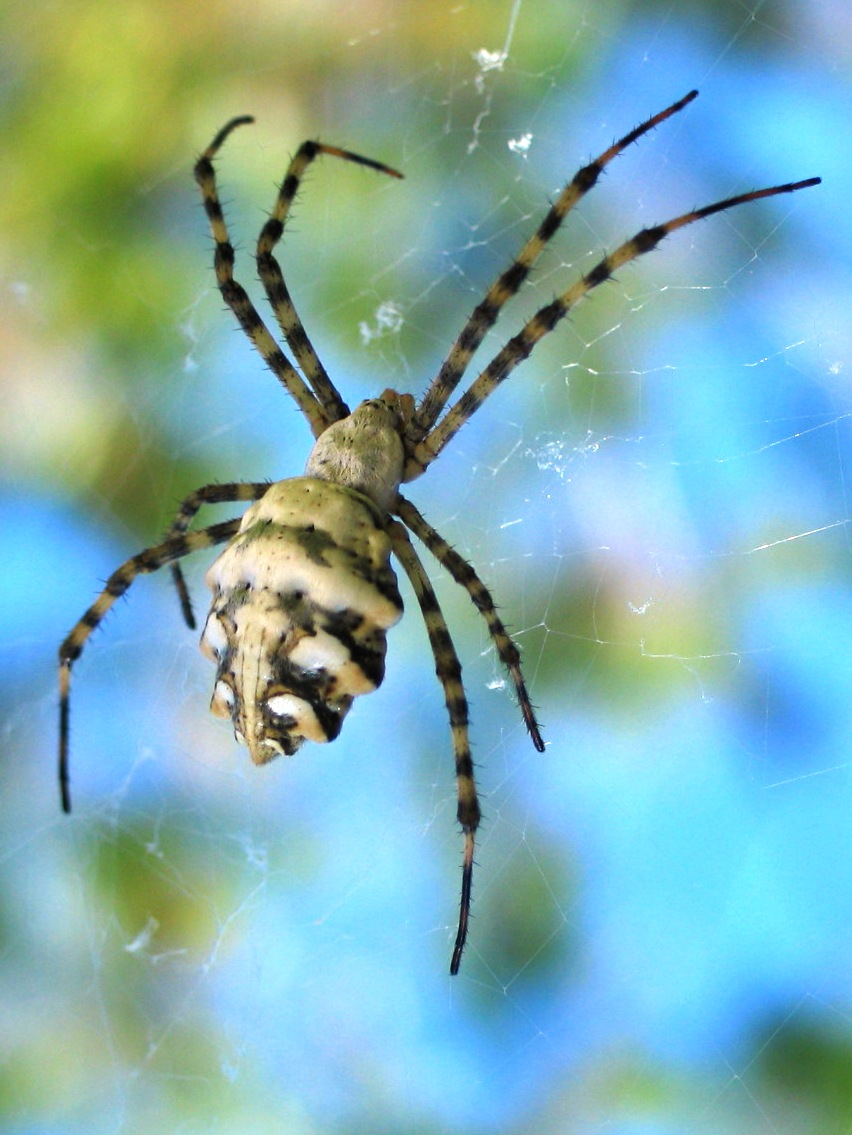
Argiope lobata
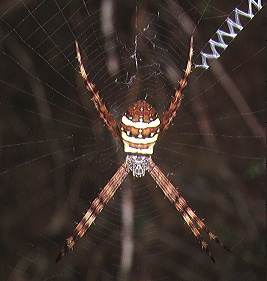
Argiope minuta
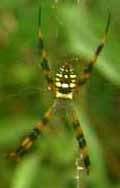
Argiope picta
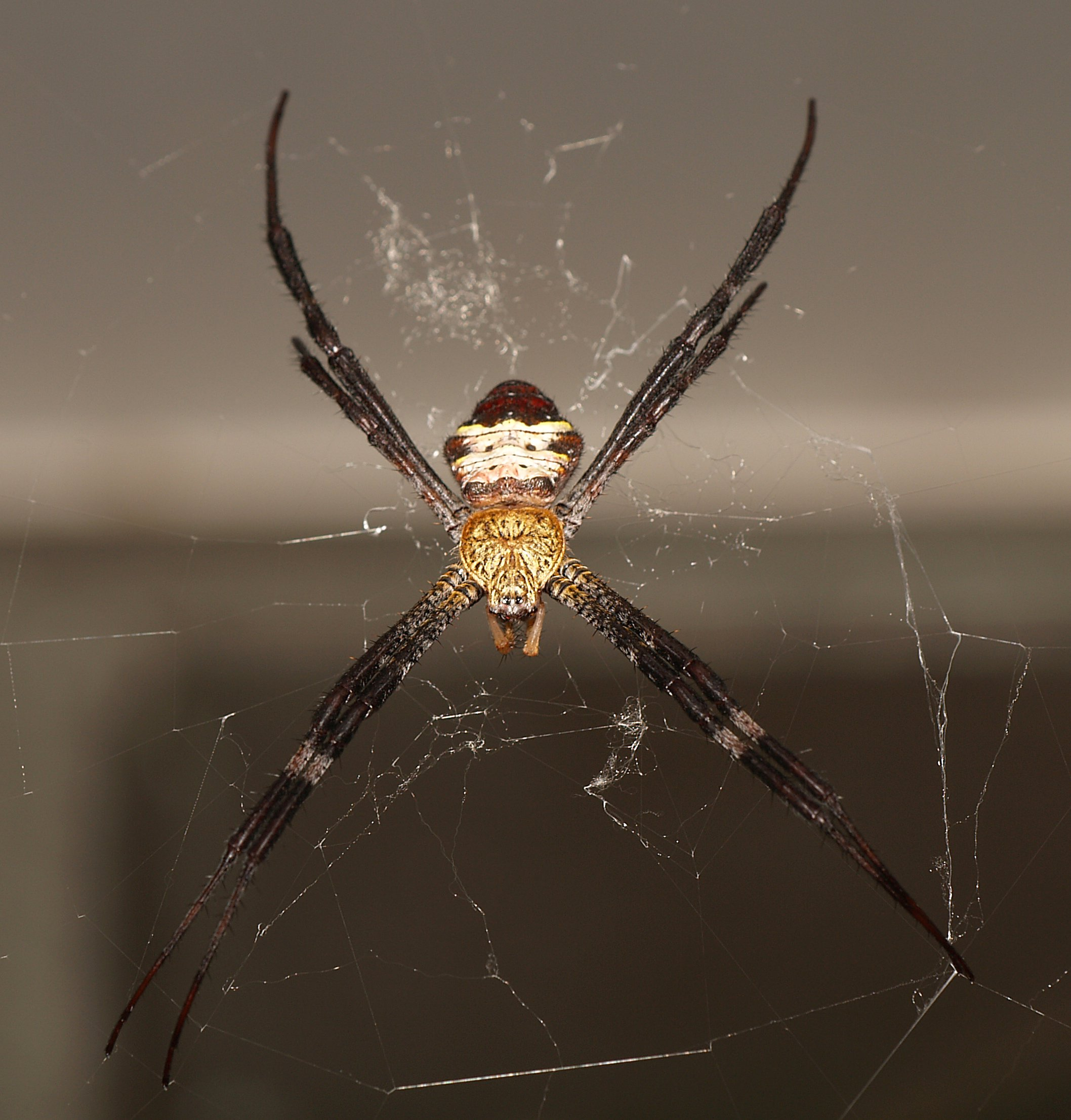
Argiope pulchella
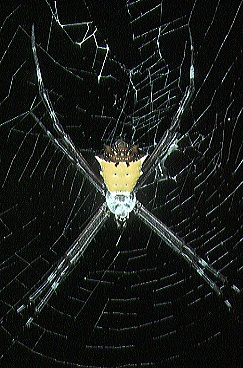
Argiope savignyi
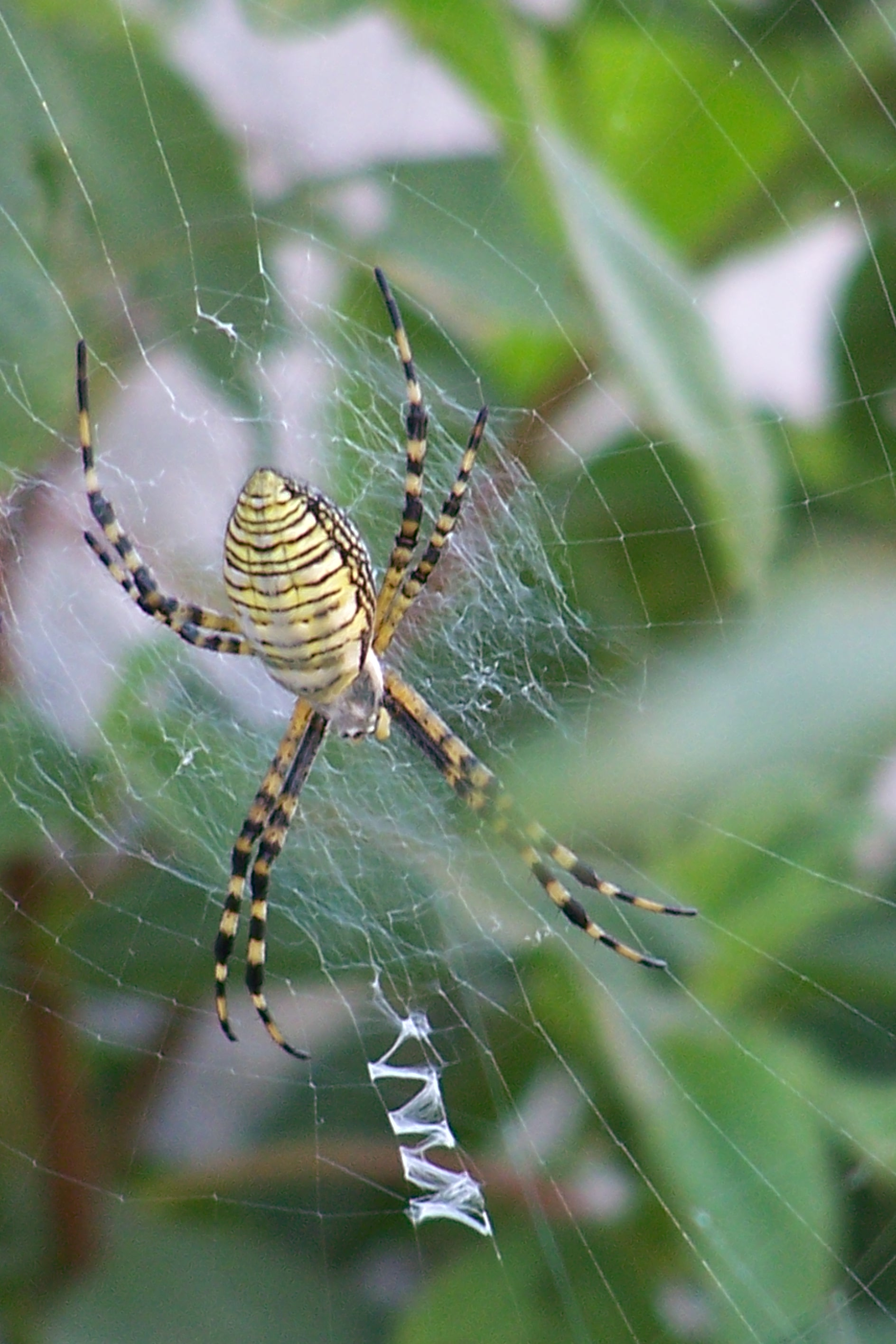
Argiope trifasciata